# 基斯利夫卡 (庫皮揚斯克區)
49°38′31″N 37°54′3″E / 49.64194°N 37.90083°E
基斯利夫卡（烏克蘭語：Кислівка），是位於烏克蘭東部的村莊，由哈爾科夫州庫皮揚斯克區的彼得羅巴甫利夫卡市鎮負責管轄，始建於1710年，面積1.59平方公里，海拔高度166米，2001年人口965，人口密度每平方公里606.9人。